# Historiografia
Historiografia (de "historiógrafo", do grego Ιστοριογράφος, de Ιστορία, "História" e -γράφος, da raiz de γράφειν, "escrever": "o que escreve, ou descreve, a História") é uma palavra polissémica e designa não apenas o registro escrito da História, a memória estabelecida pela própria humanidade através da escrita do seu próprio passado, mas também a ciência da História.

## A historiografia como meta-história
Se a História é uma ciência (cujo objecto é o homem no tempo), tem que submeter-se, como toda a ciência, ao método científico. Ainda que este não possa ser integralmente aplicado a todos os campos das ciências experimentais, pode-se fazê-lo a um nível equiparável ao das chamadas Ciências Sociais (ver: Método histórico, Metodologia e Metodologia nas ciências sociais).
Um terceiro conceito confluente no momento de definir-se a História como fonte de conhecimento é a chamada Teoria da História, também denominada como "historiologia" (termo cunhado por José Ortega y Gasset)), cujo papel é o de estudar a estrutura, leis e condições da realidade histórica (DRAE); enquanto que o da "historiografia" é o de relato em si mesmo da história, da arte de escrevê-la (DRAE).
É impossível acabar com a polissemia e com a superposição destas três acepções, mas de maneira simplificada, pode-se admitir: a história é o estudo dos homens no tempo e seus feitos; a historiografia é a ciência da história e a historiologia a sua epistemologia.
A Filosofia da História é o ramo da filosofia que concerne ao significado da história humana, se é que o tem. Especula acerca de um possível fim teleológico de seu desenvolvimento, ou seja, pergunta-se se há um esboço, um propósito, princípio director ou finalidade no processo da história humana. Não deve confundir-se com os três conceitos anteriores, dos quais se separa claramente. Se o seu objecto é a verdade ou o dever ser, se a história é cíclica ou linear, ou se nela existe a ideia de progresso, são matérias das quais trata esta disciplina, alheias à história e à historiografia propriamente ditas.
Um enfoque intelectual, que tampouco contribui muito para entender a ciência histórica como tal, é a subordinação do ponto de vista filosófico à historicidade, considerando toda a realidade como produto de um devir histórico: esse seria o lugar do historicismo, corrente filosófica que pode estender-se a outras ciências, como a Geografia.
Uma vez despojada da questão meramente nominal, resta para a historiografia, portanto, a análise da história escrita, das descrições do passado; especificamente dos enfoques na narração, interpretações, visões de mundo, uso das evidências ou documentos e os métodos de sua apresentação pelos historiadores; e também o estudo destes, por sua vez sujeitos e objetos da ciência.
A historiografia, de maneira restrita, é a maneira pela qual a história foi escrita. Em um sentido mais amplo, a historiografia refere-se à metodologia e às práticas da escrita da historia. Em um sentido mais específico, refere-se a escrever sobre a história em si.

## Historiografia como produção historiográfica

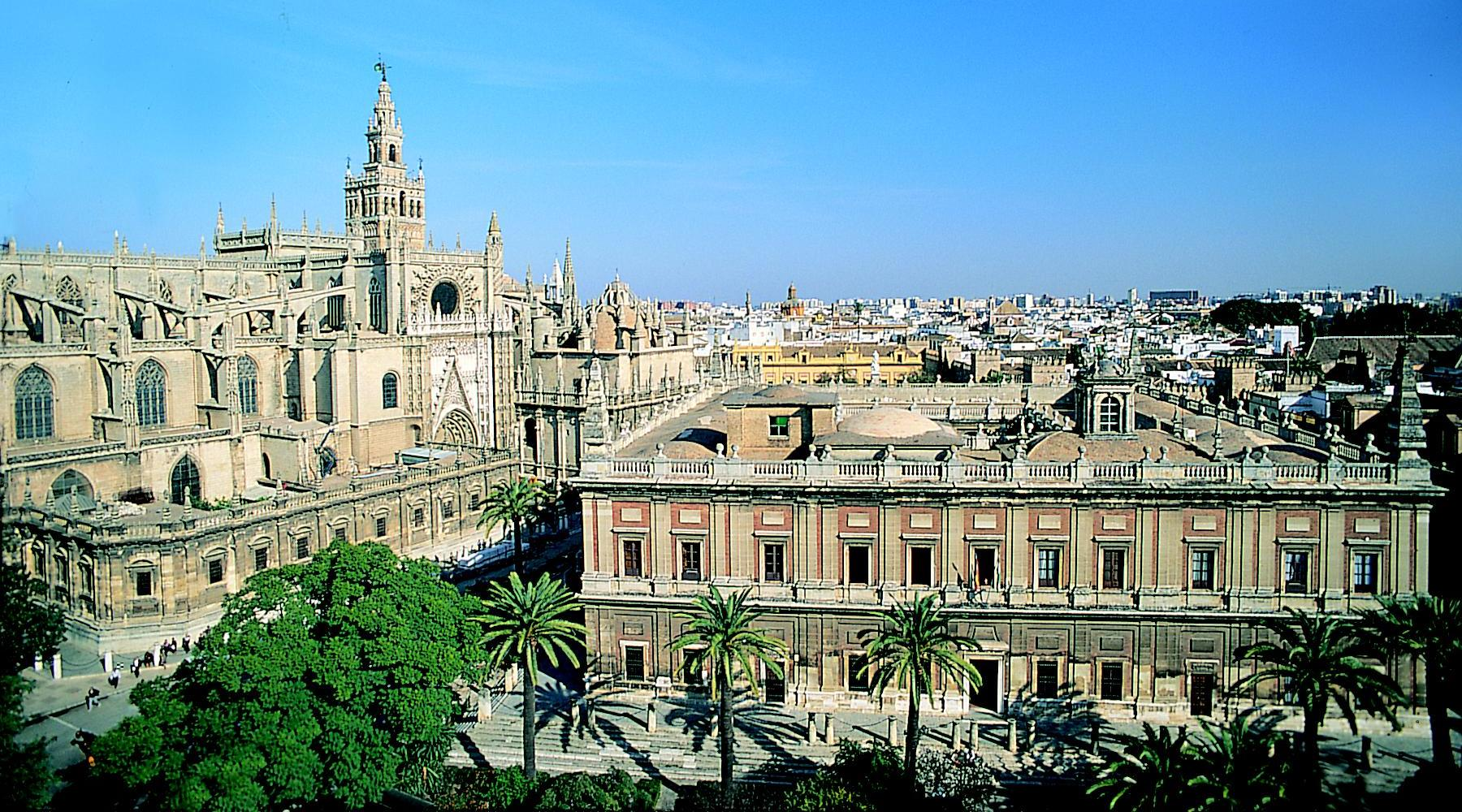
Arquivo das Índias, diante da Catedral de Sevilha

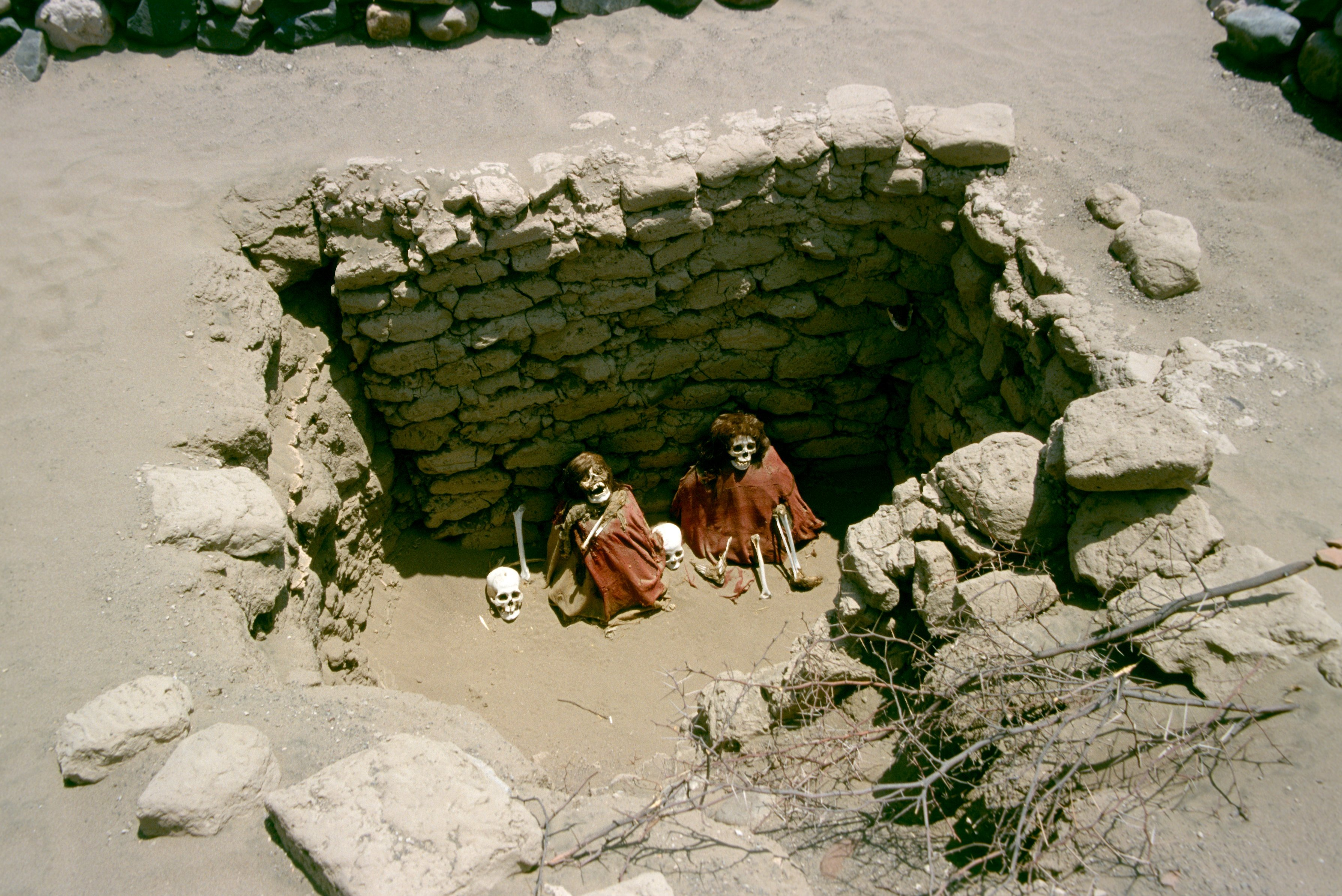
Enterramento da cultura Nazca

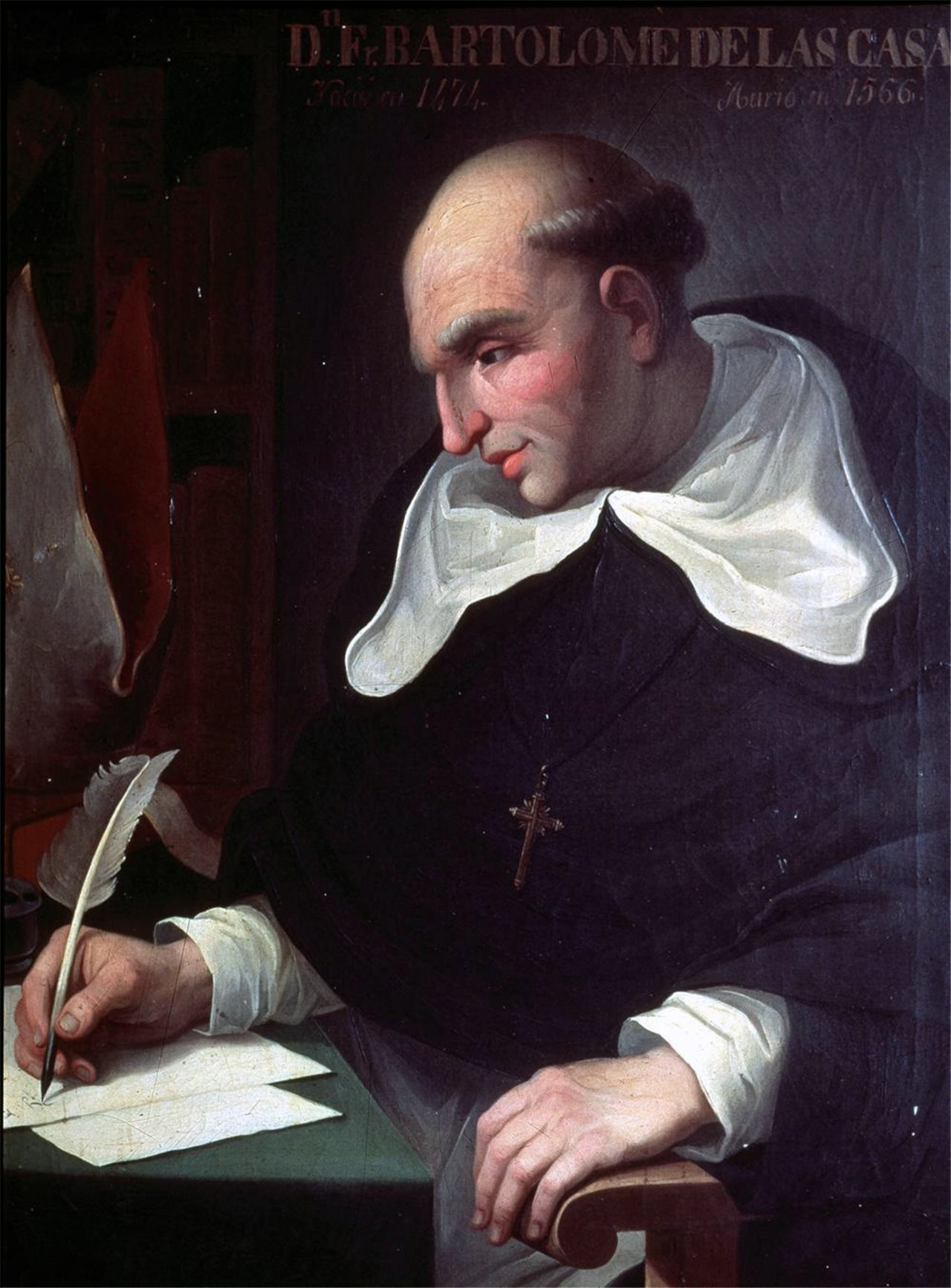
Frei Bartolomé de las Casas

## Recortes temporais

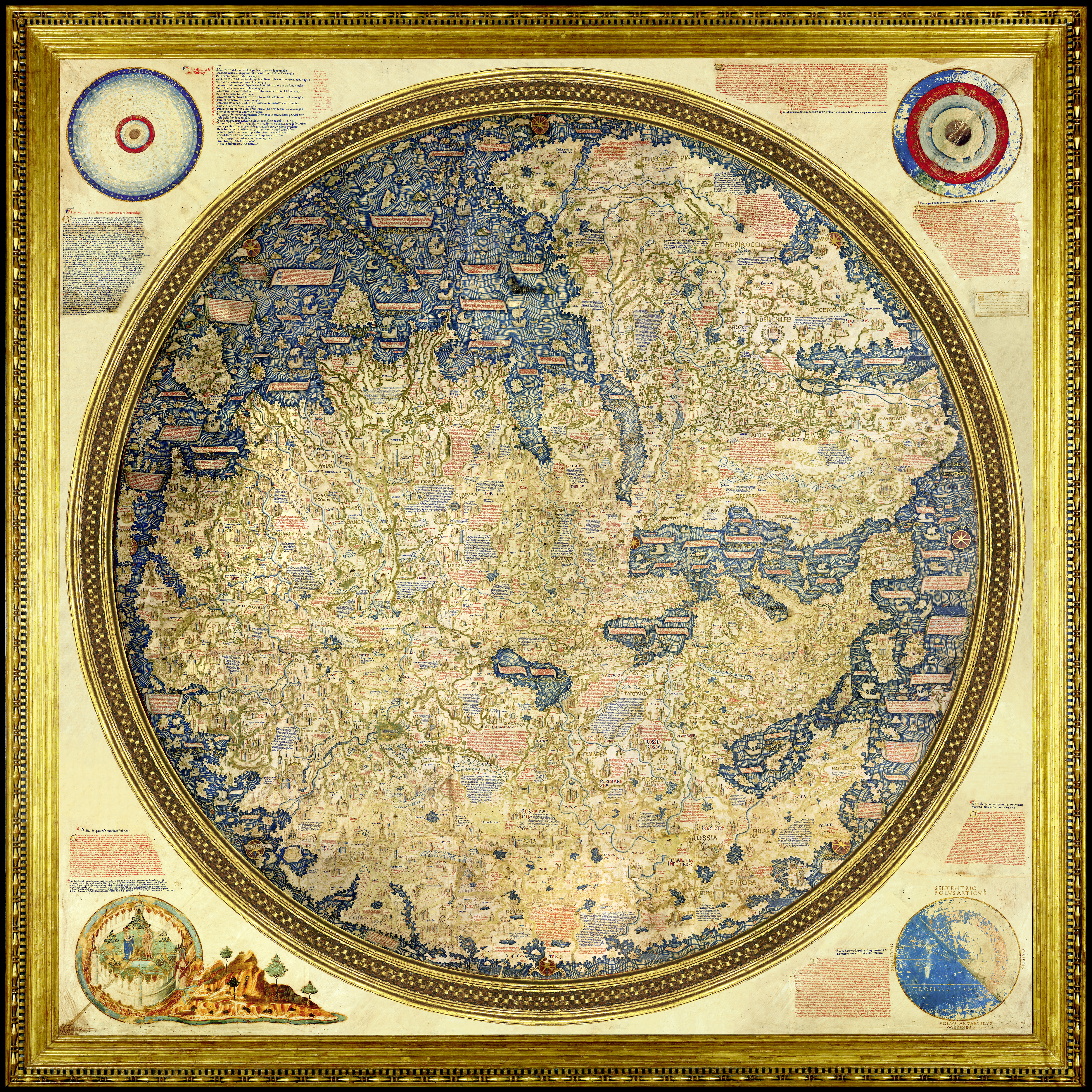
Mapa-múndi de Fra Mauro (detalhe): incomoda-nos um mapa invertido?

## Géneros historiográficos

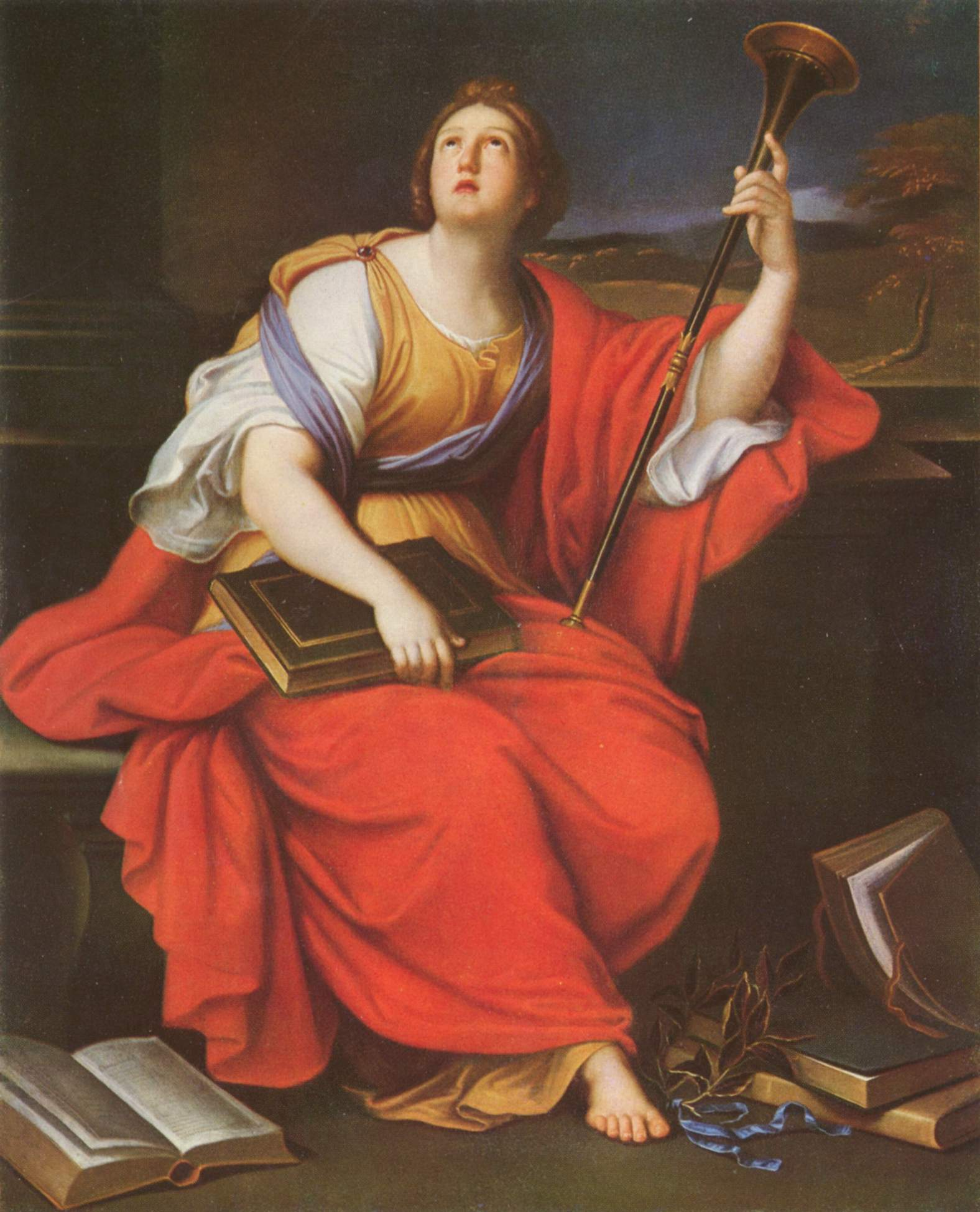
Clio, a musa da História, por Pierre Mignard (1689)

## A história da História

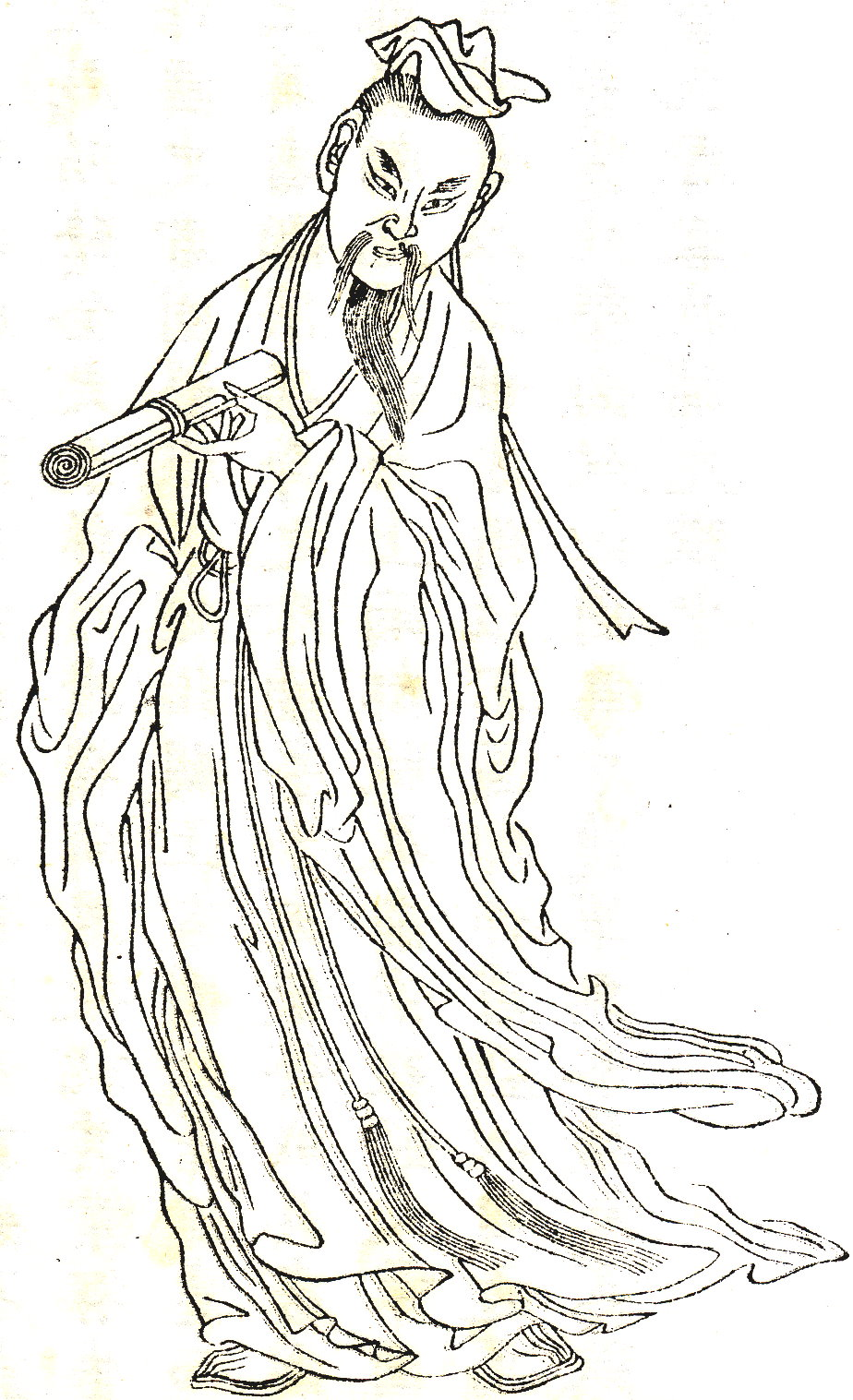
Ban Gu

### Roma

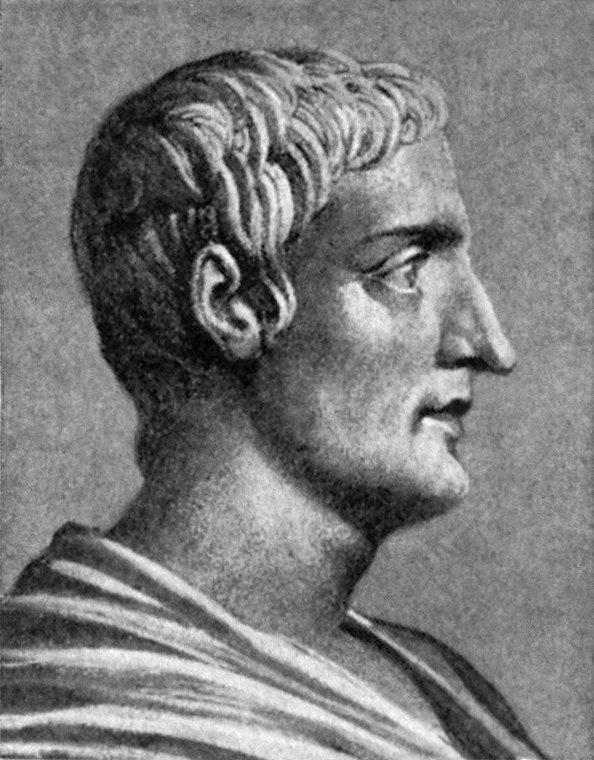
Tácito

### Idade Média

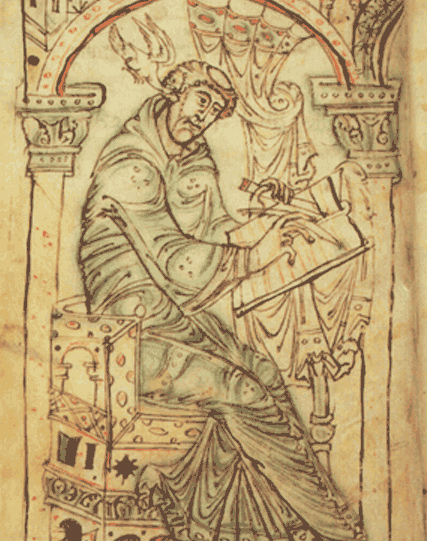
O venerável Beda